# Quercus hainanica
Quercus hainanica är en bokväxtart som beskrevs av Cheng Chiu Huang, Yong Tian Chang, Rafaël Herman Anna Govaerts och David Gamman Frodin. Quercus hainanica ingår i släktet ekar, och familjen bokväxter.
Artens utbredningsområde är Hainan (Kina). Inga underarter finns listade.